# Эйнсворт, Мэри
Эйнсворт, Мэри Динсмор (1 декабря 1913, Глендейл, Огайо — 21 марта 1999, Шарлотсвилл, Виргиния) — американо-канадский психолог в области развития, известная своей работой по разработке теории привязанности. Она разработала процедуру эксперимента, позволяющую наблюдать раннюю эмоциональную привязанность между ребёнком и его матерью.
В обзоре 2002 года «Обзор общей психологии» Эйнсворт занял 97-е место среди наиболее цитируемых психологов 20-го века. Многие исследования Эйнсворт являются «краеугольными камнями» современной теории привязанности. В 2019 году Американская психологическая ассоциация учредила премию имени Мэри Эйнсворт за выдающиеся научные достижения в психологии развития.

## Биография
Мэри Динсмор Солтер родилась в Глендейле, штат Огайо, 1 декабря 1913 года. Она — старшая из трёх дочерей, родившихся у Мэри и Чарльза Солтер. Её отец получил степень магистра истории, работал в производственной фирме в Цинциннати. Её мать получила образование медсестры и была домохозяйкой. Оба её родителя были выпускниками колледжа Дикинсона, которые «высоко ценили хорошее гуманитарное образование» и ожидали, что их дети будут иметь отличные академические достижения. В 1918 году производственная фирма её отца перевела его в другое место работы, и семье пришлось переехать в Торонто, провинция Онтарио, Канада.
Мэри Сотер развивалась очень быстро для обыкновенного ребёнка и была очень одарённой. В возрасте трёх лет она начала читать книжки, и раз в неделю семья посещала библиотеку, где мать подбирала для Мэри книги. Отношения с родителями у неё складывались как нельзя хорошо. Солтер преуспевала в школе и после прочтения книги «Характер и образ жизни» Уильяма Макдугалла (1926) в 16 лет она поступила в университете Торонто, где училась с отличием по курсу психологии.
В 1935 году написала дипломную работу, после которой успешно окончила бакалавриат. Солтер решила продолжить своё обучение в университете Торонто с целью получения докторской степени по психологии. В 1936 года она получила степень магистра . После диссертации «Оценка адаптации на основе концепции безопасности» Солтер получила докторскую степень в 1939 году.
После окончания университета Солтер осталась там в качестве преподавателя, но вскоре присоединилась к Канадскому женскому армейскому корпусу в 1942 году. Сначала она проводила собеседования с теми, кто отбирался в качестве персоналам в Китченере, Онтарио. После она пошла на повышение, в 1945 году стала советником директора по отбору персонала и получила звание майора. После победы в войне Солтер вернулась в Торонто, где продолжила свою деятельности в сфере психологии.
Вышла замуж за Леонарда Эйнсворта и в 1950 году переехала в Лондон. Это замужество длилось недолго — 10 лет — до 1960 года, но дало Мэри Солтер возможность повстречать такого психолога, как Джон Боулби, вместе с которым она начала проводить свои эксперименты по связи «мать-ребёнок» В 1975 году она устроилась в Университет Виргинии, где и оставалась до конца своей академической карьеры, до 1992 года.
Умерла 21 марта 1999 года в возрасте 85 лет от инсульта.

## Ранние труды
В аспирантуре Мэри училась под руководством Уильяма Э. Блатца, который занимался изучением того, что впоследствии получило название «теория безопасности». Её исследования заключались в исследовании зависимости детей от родителей. После она работала с Джоном Боубли, где ещё подробнее начала изучать взаимоотношения между ребёнок и родителями, а именно взаимосвязь «мать-ребёнок».
В 1954 году она покинула Тавистокскую клинику, чтобы отправиться в Африку и провести там своё исследование на эту тему. Оно состояло из подробных интервью с семьями из шести деревень, окружающих Кампалу, Уганда. Первой проблемой для Мэри Эйнсворт стал языковой барьер, но она не хотела отступать, поэтому в кратчайшие сроки выучила язык на разговорном уровне и продолжила свою работу. После этого вышла книга Мэри Эйнсворт «Младенчество в Уганде», которая до настоящего времени является классическим этнологическим исследованием в развитии привязанности и демонстрирует, что процесс отражает специфические универсальные характеристики, которые пересекают языковые, культурные и географические границы.
После этого она начала работать в Университете Джонса Хопкинса, где тесно сотрудничала с Джоном Боулби, они начали вместе работать над теорией привязанности. Она поделилась с ним результатами своего исследования в Уганде, и они решили опубликовать их в статье. Но многие психологи не были в восторге от этой статьи, и основной вопрос, который возник, состоял в определении понятия «привязанность».

## Незнакомая ситуация
В 1965 году Эйнсворт разработала процедуру «Незнакомой ситуации» как способ оценки индивидуальных различий в поведении привязанности, вызывая реакцию человека при столкновении со стрессом.
Процедура Незнакомой ситуации разделена на восемь эпизодов, длящихся по три минуты каждый. В первом эпизоде младенец и его или её родитель входят в приятную лабораторную обстановку со множеством игрушек. Через минуту в комнату входит незнакомый младенцу человек и пытается завязать знакомство. Родитель оставляет ребёнка с незнакомцем на три минуты, а затем возвращается. Родитель уходит во второй раз, оставляя ребёнка одного на три минуты; затем входит незнакомец. Наконец, родитель возвращается, и ему поручают забрать ребёнка. По мере того как эпизоды постепенно усиливают стресс младенца, экспериментатор может наблюдать за движением младенца между поведенческими системами: взаимодействием поведения исследования и привязанности в различных условиях: в присутствии и в отсутствие родителя.
На основе их поведения 26 детей, участвовавших в первоначальном балтиморском исследовании Эйнсворта, были отнесены к одной из трёх классификаций. Каждая из этих групп отражает различные виды отношений привязанности с опекуном и подразумевает различные формы общения, регулирование эмоций и способы реагирования на воспринимаемые угрозы.
Несмотря на множество выводов из её эксперимента со странной ситуацией, была и критика. Было сказано, что в нём слишком много внимания уделяется матери и не измеряется общий стиль привязанности. Также критики называли эксперимент считали искусственно созданным и не считали его отображающем реальность.
В ходе экспериментов М. Эйнстворт выделила следующие типы привязанности:

### Надёжный тип привязанности
Ребёнок с этим типом привязанности использует мать как «безопасную базу» для исследования, он будет общаться с незнакомцем в присутствии родителя. При этом он будет очень расстроен, когда родитель уйдёт, и будет радоваться по его возвращении.

### Тревожно-устойчивая привязанность
Ребёнок с таким типом привязанности настороженно относится к незнакомцам, даже если родитель рядом. Когда родитель уходит, ребёнок очень расстроен, при этом по возвращении ребёнок будет амбивалентен.

### Тревожно-избегающая привязанность
Ребёнок с этим типом привязанности будет игнорировать и избегать значимого взрослого — родителя, а также проявлять мало эмоций, когда родитель уходит или возвращается. Эйнсворт и Белл предположили, что такое поведение ребёнка является маскировкой горя.

### Дезорганизующая/дезориентированная привязанность
Данный тип привязанности был добавлен коллегой Мэри — Мейн. Тестирование стресса у детей с этим типом привязанности диагностировались с помощью физиологических показателей, например, таких как уровень кортизола в слюне. Их поведенческие реакции на уход и возвращение родителя были разнообразными.

## Основные работы
1. Эйнсворт, М. и Боулби, Дж. (1965). Забота о детях и Рост Любви. Лондон: Книги Пингвинов.
2. Эйнсворт, М. (1967). Младенчество в Уганде. Балтимор: Джонс Хопкинс.
3. Эйнсворт, М., Блехар, М., Уотерс, Э., и Уолл, С. (1978). Модели привязанности. Хилсдейл, Нью-Джерси: Эрлбаум.

## Награды
- 1984 — премия Г. Стенли Холла за психологию развития.
- 1985 — премия за выдающийся научный вклад в развитие ребёнка.
- 1989 — премия за выдающийся вклад от Американской психологической ассоциации.
- 1992 — действительный член Американской академии искусств и наук.
- Фи Бета Каппа, Торонтский университет
- Награда за выдающийся вклад, Мэрилендская психологическая ассоциация (1973)
- Награда за выдающийся научный вклад, Ассоциация психологов Виргинии (1983)
- Награда за выдающийся научный вклад, Отдел 12 (Отдел клинической психологии), Американская психологическая ассоциация (APA; 1984)
- Премия Г. Стэнли Холла, Отдел 7 (Отдел психологии развития), АПА (1984)
- Награда за выдающийся вклад в исследования в области развития детей, Общество исследований в области развития детей (1985)
- Награда за выдающийся профессиональный вклад в развитие знаний, APA (1987)
- Премия К. Андерсона Олдрича в области развития детей, Американская академия педиатрии (1987)
- Награда за выдающиеся достижения, Ассоциация Виргинии по охране психического здоровья младенцев (1989)
- Почётная стипендия Королевского колледжа психиатров (1989)
- Награда за выдающийся научный вклад, АПА (1989)
- Награда за выдающийся профессиональный вклад, Отдел 12 (Отдел клинической психологии), APA (1994)
- Премия Международного общества по изучению личных отношений за выдающуюся карьеру (1996)
- Премия наставника, Отдел 7 (Отдел психологии развития), APA (1998)
- Награда Золотой медали за жизненные достижения в области психологии, Американский психологический фонд (APF, 1998)

## Публикации
1. Ainsworth MD, Blehar M, Waters E, Wall S (1978).
2. Ainsworth M. D. Object relations, dependency, and attachment: a theoretical review of the infant-mother relationship (англ.) // Child Development : journal. — Blackwell Publishing, 1969. — December (vol. 40, no. 4). — P. 969—1025. — doi: 10.2307/1127008 — PMID 5360395 — JSTOR 1127008
3. Ainsworth, M. D.; Bell, S. M. Attachment, exploration, and separation: Illustrated by the behavior of one-year-olds in a strange situation (англ.) // Child Development : journal. — 1970. — Vol. 41. — P. 49—67. —doi:10.1111/j.1467-8624.1977.tb03922.x
4. Ainsworth, M.D., Blehar, M, Waters, E, & Wall, S. (1978) Patterns of Attachment: A Psychological Study of the Strange Situation, Hillsdale, NJ: Lawrence Erlbaum, p.282
5. Ainsworth M. D. S. Infancy In Uganda, Infant Care and the Growth of Love. — 1st ed. — The Johns Hopkins Press, 1967. — 471 p.